# Литтрелл, Брайан
Брайан То́мас Ли́ттрелл (англ. Brian Thomas Littrell; род. 20 февраля 1975, Лексингтон) — американский музыкант, певец, участник группы Backstreet Boys. Он также занимается сольной карьерой в жанре современной христианской музыки и выпустил сольный альбом Welcome Home в 2006 году.

## Биография

### Ранние годы
Брайан родился и вырос в городе Лексингтон в семье Джеки и Гарольда Литтрелл. У него есть брат — Гарольд Литтрелл-младший. Брайан родился с врожденным пороком сердца, и несколько раз попадал в больницу в критическом состоянии, в том числе в возрасте 5 лет с диагнозом «бактериальный эндокардит» (воспаление внутренней оболочки сердца). По оценке врачей у него практически не было шансов выжить. Брайан начал рано интересоваться музыкой, он стал заниматься пением в хоре баптистской церкви, которую регулярно посещал по выходным. Литтрелл окончил школу Tates Creek High School, ему была предложена стипендия на обучение в Библейском колледже города Цинциннати. В 1993 году происходило формирование состава будущей группы Backstreet Boys. В поиске пятого члена группы Кевин Ричардсон, двоюродный брат Брайана, позвонил ему и пригласил его стать пятым участником коллектива. «19 апреля 1993 года. — вспоминает Брайан. — Он позвонил мне во время урока американской истории. Завершающий урок моего предпоследнего года в школе». Следующим утром Литтрелл был уже в Орландо.

### Backstreet Boys
Брайан стал пятым участником группы. В начале карьеры группа не была популярна в Штатах, несмотря на популярность их первого сингла на радиостанциях города Орландо. Поэтому группа решила попробовать свои силы в Европе, где их популярность стала набирать обороты. В середине девяностых Backstreet Boys стали одной из самых популярных групп в мире. В 1998 году в середине тура по 39 городам США Брайан перенёс операцию на открытом сердце (исправление врожденного порока сердца), по настоянию его девушки (теперь жены) Лиэнн Уоллес. Операция уже два раза откладывалась по требованию менеджмента группы. «Я был напуган и более чем слегка огорчен», — вспоминает он. «Меня не считали человеком». В 2001 году группа были внесена в Книгу рекордов Гиннесса как самая коммерчески успешная подростковая вокальная команда всех времён. Они выпустили 4 альбома: Backstreet Boys, Backstreet's Back, Millennium и Black & Blue. За ними последовал сборник хитов Greatest Hits – Chapter One.
После трёхлетнего перерыва в карьере группа выпустила альбом «Never Gone», позже «Unbreakable» и «This Is Us». 5 октября 2009 года, за день до выхода альбома «This Is Us» в США Брайану был поставлен диагноз «свиной грипп». В связи с этим пришлось отменить часть промовыступлений в поддержку альбома.

### Сольная карьера

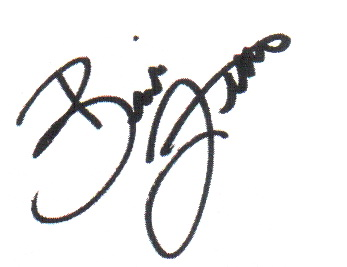
Автограф певца.

Брайан приписывает Богу свои успехи в жизни и карьере. Он уверен, что успешная карьера в группе была дана ему как возможность «дотянуться» до огромного количества людей и рассказать им о своей вере. Во время перерыва в карьере группы Брайану представилась возможность записать материал для сольного альбома в жанре христианской музыки.
Летом 2005 года его первый сингл, кавер-версия песни Майкла Инглиша «In Christ alone», занял первую позицию в христианских чартах. В 2006 году эта песня в его исполнении получила премию GMA Dove Award «Студийная композиция года в жанре инсперэйшнл». Релиз первого сольного альбома Брайана «Welcome Home» состоялся 2 мая 2006 года. Он занял 74 место в хит-параде Billboard 200 и 3 место в хит-параде христианских альбомов (англ. Christian Albums).
Первый сингл с альбома, «Welcome home (you)», занял 2 строчку в хит-параде христианских песен Hot Christian Songs. Вторым синглом стала песня «Wish». В 2007 году был выпущен третий сингл, «Over my head». В том же году Брайан принял участие в создании 2 песен для сборника христианской музыки «Glory Revealed».
Весной 2011 года Брайан начал работать над следующим сольным альбомом, его выпуск ожидается в 2012 году.

## Личная жизнь

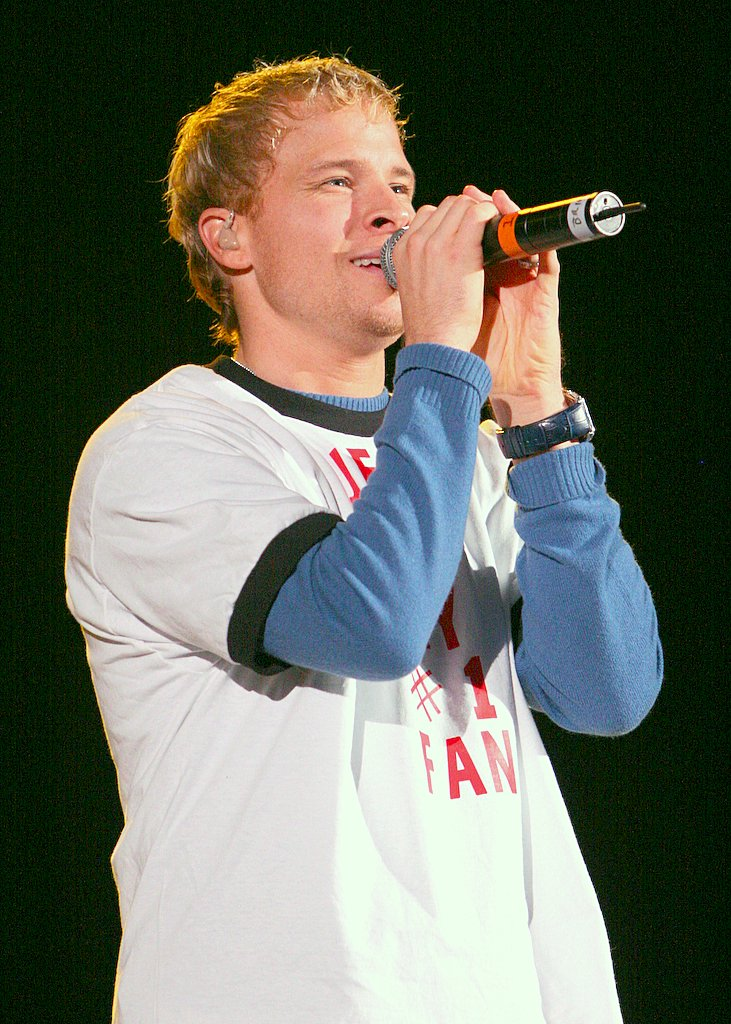
На фестивале Jingle Bell Bash
(4 декабря 2005 года)

С начала карьеры в Backstreet Boys встречался с Самантой Стоунбрейкер. Позже она написала книгу об их отношениях. На съёмках клипа Backstreet Boys «As Long as You Love Me» 15 июня 1997 года певец познакомился со своей будущей женой, актрисой и моделью Лиэнн Уоллес (англ. Leighanne Wallace). Свадьба состоялась 2 сентября 2000 года. 11 сентября 2001 года Лиэнн должна была лететь на самолёте Бостон — Лос-Анджелес, но отменила поездку днём ранее. У пары есть сын Бэйли (англ. Baylee Thomas Wylee Littrell), рождённый 26 ноября 2002 года. Семья проживает в Атланте.
Благотворительность
В связи с собственными проблемами со здоровьем, Брайан решил организовать благотворительный фонд по поддержке людей с заболеваниями сердца. «Клуб Здоровых Сердец» (англ. Healthy Heart Club) оказывает финансовую поддержку семьям детей с заболеваниями сердца для проведения хирургических операций, а также проводит мероприятия для молодёжи. Под «клубом» подразумевались занятия с физическим терапевтом, которые проводились с детьми раз в месяц. Занятия были прекращены по причине высокой стоимости страховки.
Вместо проведения занятий было решено направить больше средств на непосредственную помощь нуждающимся. Проект «Ангелы и Герои» (англ. Angels and Heroes Fund), названный в честь песни с сольного альбома Брайана, оказывает помощь жертвам природных катаклизмов и
нуждающимся в поддержке (военным, многодетным семьям и пр.).
Одним из новейших направлений фонда является обеспечение информированности и финансовая помощь детям с синдромом Кавасаки. Сын Брайана, Бэйли, перенес это заболевание в 2008 году.

## Дискография
См. также Дискография Backstreet Boys

### Альбом
| Детали альбома                        | Высшие позиции | Высшие позиции       | Сертификации   |
| Детали альбома                        | Billboard 200  | Христианские альбомы | Сертификации   |
| ------------------------------------- | -------------- | -------------------- | -------------- |
| Welcome Home - Лейбл: Reunion Records | 74             | 3                    | - США: 200,000 |

### Синглы
| Год  | Сингл           | Высшие позиции     | Альбом       |
| Год  | Сингл           | Христианские песни | Альбом       |
| ---- | --------------- | ------------------ | ------------ |
| 2005 | In Christ alone | 1                  | -            |
| 2006 | Welcome home    | 2                  | Welcome Home |
| 2006 | Wish            | 20                 | Welcome Home |
| 2007 | Over my head    | 17                 | Welcome Home |

## Фильмография
| Год  |     | Русское название           | Оригинальное название      | Роль                         |
| ---- | --- | -------------------------- | -------------------------- | ---------------------------- |
| 1998 | с   | Сабрина — маленькая ведьма | Sabrina, the Teenage Witch | в роли самого себя           |
| 2001 | ф   | Оливковый сок              | Olive Juice                | кучер на карете              |
| 2002 | ф   | Мегалодон                  | Megalodon                  | рабочий на буровой установке |
| 2002 | мс  | Артур                      | Arthur                     | в роли самого себя           |
| 2012 | док | Суть дела                  | The Heart of the Matter    | в роли самого себя           |